# Limonium calaminare
Limonium calaminare är en triftväxtart som beskrevs av Sandro Alessandro Pignatti. Limonium calaminare ingår i släktet rispar, och familjen triftväxter. Inga underarter finns listade i Catalogue of Life.